# 光福寺 (徳島県北島町)
光福寺（こうふくじ）は、徳島県北島町にある高野山真言宗の寺院。山号は無量山。本尊は阿弥陀如来。

## 歴史
1662年（寛文2年）に宥仟によって開基。江戸時代の「弘法大師坐像」は1979年（昭和54年）9月19日に北島町有形文化財に指定されている。
境内には樹齢約400年のイチョウがあり、2002年（平成14年）8月6日に徳島県天然記念物に指定されている。主幹周7.75m、樹高20m以上で、枝張りは東西・南北方向に18mある。このイチョウの下に真夜中頃になると老婆が現れて糸を紡ぎながら歌う、という「糸引き婆さん」の伝説がある。

## 文化財
弘法大師坐像
- 北島町指定有形文化財 - 1979年（昭和54年）9月19日

光福寺のイチョウ
- 徳島県指定天然記念物 - 2002年（平成14年）8月6日

## 交通
- JR鳴門線「勝瑞駅」より車で約10分。
- 徳島自動車道「徳島インターチェンジ」より車で約15分。